# Vităneștii de sub Măgură, Vrancea
Vităneștii de sub Măgură este un sat în comuna Bolotești din județul Vrancea, Moldova, România. Se află în Subcarpații de Curbură.